# 近藤康成
近藤 康成（こんどう やすなり、1960年8月15日 - ）は、日本の俳優。本名、近藤 幸介。愛知県出身。

## 略歴
群馬大学工学部中退。1984年、自由劇場卒。
2003年に放送された「みの刑事の愛の事件簿大作戦」では静岡県警察焼津警察署・田端署長を演じたが、みのもんた・でんでんら先輩俳優の上司役という難役であり、公式ホームページでも「一生懸命貫禄を出そうとしてますが、ほとんど変なおじさんですね」と綴っている。

## 出演

### テレビドラマ
- アゲイン〜ラヴ・ソングをもう一度〜（1999年、TBS） - 下沢貴一郎 役
- 女と愛とミステリー（テレビ東京）
  - いなか刑事・伊原泰三の退職捜査日誌3（2002年12月25日） - 畑山功一 役
  - みの刑事・愛の事件簿大作戦（2003年1月12日） - 田端公紀 役
  - 信濃のコロンボ事件ファイル3（2003年2月5日） - 前川刑事 役
- 霊感当たり刑事（金曜エンタテイメント） - 山中洋介 役
- 牡丹と薔薇（2004年、東海テレビ）
- 月曜ミステリー劇場→月曜ゴールデン（TBS）
  - 丹後浦島伝説殺人事件（2003年） - 住谷伸也 役
  - 陰の季節7（2004年11月29日） - 神奈川県警 刑事課長 神崎哲哉 役
  - 芸者弁護士・藤波清香（2014年6月23日） - 寺井裁判長 役

- 狩矢父娘シリーズ 京都・祇園祭殺人事件（土曜ワイド劇場、2004年8月14日） - 水木雄二 役

### 映画
- 野獣死すべし（1997年、大映）
- 畏れ慄いて（フランス映画、アラン・コルノー監督） - テンシ 役
- ビヨンド・ザ・ブラッド（フランス映画、ギョーム・トーブロン監督）
- 東京フィアンセ（フランス映画、ステファン・リベルスキー監督）
- ザ・バイパーズ・ヘックス（オーストラリア映画、アディソン・ヘアース、ジャスミン・ジャクピ監督）
- 再恋（サイレン）（日本映画、中田圭監督）
- トリカゴ（日本映画、中田圭監督）
- おじドル,ヤクザ（日本映画、大川裕明監督）

### ビデオ
- 太閤記 大阪城版（2001年） - 柴田勝家 役